# گمینا نووا سول
گمینا نووا سول (به لهستانی:  Gmina Nowa Sól) یک گمینا در لهستان است که در شهرستان نووا سول واقع شده‌است. گمینا نووا سول ۱۷۶٫۲۱ کیلومتر مربع مساحت و ۶٬۶۱۹ نفر جمعیت دارد.